# Gymnázium Andreje Sládkoviče
Gymnázium Andreja Sládkoviča je střední škola v Banské Bystrici, která vznikla v roce 1919 jako nástupnická škola Státního maďarského královského katolického gymnázia se sídlem v Banské Bystrici. Sídlí na Komenského ulici č. 18.

## Historie
Podle historických pramenů škola existuje od roku 1648, kdy bylo v rámci rekatolizace Uherska založené jezuitské a katolické gymnázium.
V roce 1946 byl při škole založen první astronomický kroužek v Banské Bystrici.
Názvy školy se v historii měnily takto:
- 1953 Jedenásťročná stredná škola (Jedenáctiletá střední škola)
- 1960 Stredná všeobecnovzdelávacia škola (Střední všeobecná škola)
- 1970 Gymnázium, Nábrežie duklianskych hrdinov (Gymnázium, Nábřeží Dukelských hrdinů)
- 1993 Gymnázium Andreja Sládkoviča, Skuteckého ulica (Gymnázium Andreje Sládkoviča, Skuteckého ulice)

### Budova
Budovu na dnešním Štefánikově nábřeží č. 6 (bývalé Štádlerová nábřeží, Nábřeží Dukelský hrdinů, Nábřeží legií) vyprojektoval František Eduard Bednárik. Otevřeli ji v roce 1934 a sídlil v ní Státní učitelský ústav. Dnes zde sídlí Základní umělecká škola Jana Cikkera. V budově na Skuteckého (původně Soudní) ulici sídlilo v minulosti Evanjelické a. v. gymnázium, od roku 1919 dívčí prepandia (v roce 1922 přejmenováno na Státní učitelský ústav) a později SOU obchodní. Budova se nachází v Komenského ulici č. 18.

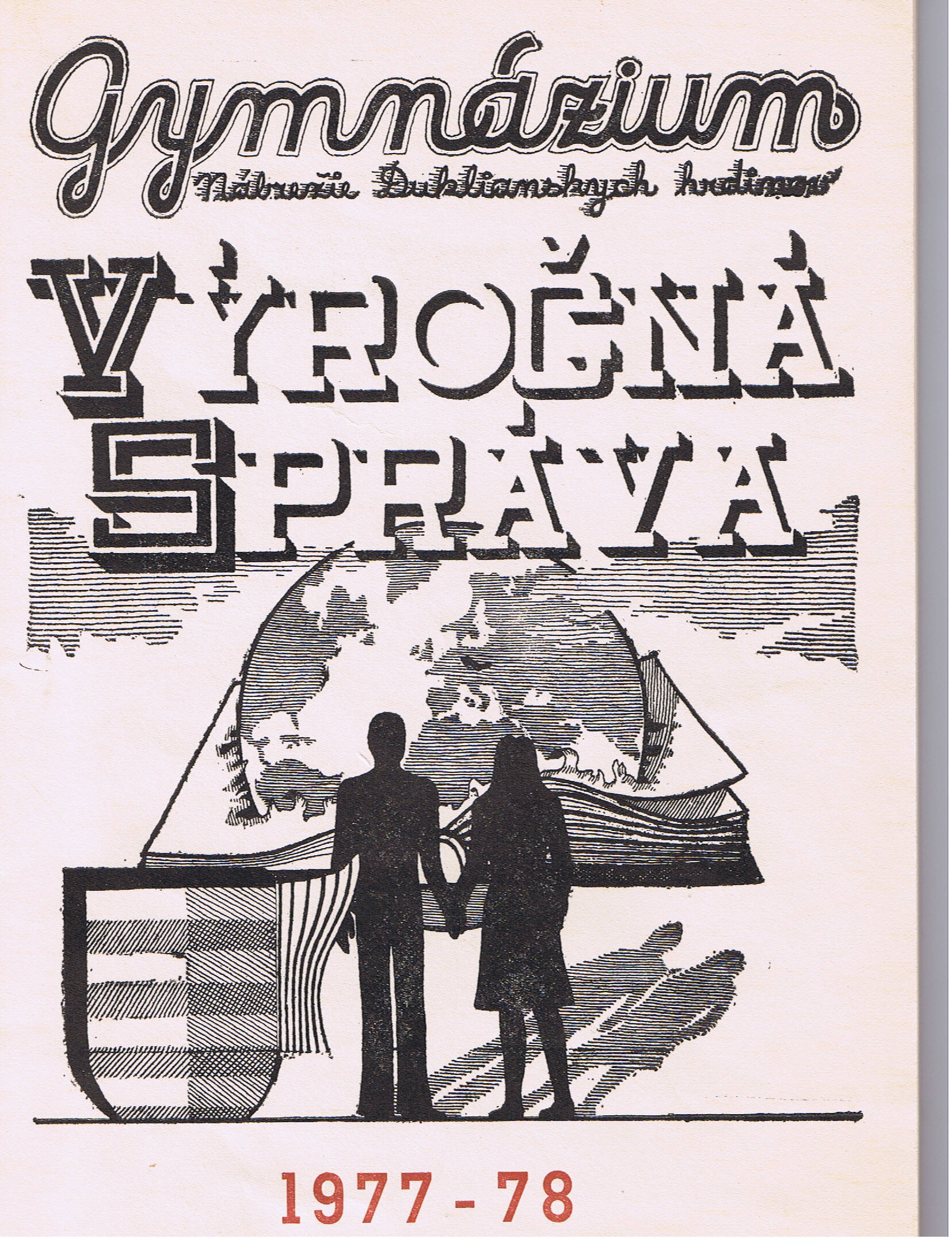
Obálka výroční zprávy

### Předchozí ředitelé školy
- 1970-1976: Ján Holec
- 1976: František Adamča
- 1976-1987: Zoltán Kohout
- 1987-1990: Vladimír Szabó
- 1990-1997: Oldrich Richter

## Známí absolventi
- Ján Cikker, Július Psotka starší, Alexander Matuška, Gejza Medrický, Martin Sokol, Miroslav Kmeť, Vladimír Országh, Jana Kirschner, Milan Kováč

## Osobnosti spojené s historií školy
Štefan Moyzes, Ján Gotčár, Juraj Slota, Martin Čulen, Ján Rožek, Emil Siegel, Václav Vařečka, Štefan hulení, Jakub Dragoni, Václav Zenger, Norbert Hajnovský, Ján Ľudomil Štěpán, Karol Černý, Anton Cebecauer, Matej Růžička, Jozef Los, Emil Černý, Florián Červeň, František Mráz, Jozef Čelko, Ján Klamárik, Ľudovít Galambos, Jozef Szakmáry, Jozef Božetech Klemens, Ján Krákora, Miroslav Kropilák, Margita Riesová, Jozef Kozáček, GKZechenter, S.Hurban-Vajanský, JGTajovského, Jozef Murgaš, Ferko Urbánek, J.Vlček.